# Comuna Ocereteanka, Cerneahiv
Ocereteanka (în ucraineană Очеретянська сільська рада) este o comună în raionul Cerneahiv, regiunea Jîtomîr, Ucraina, formată din satele Ocereteanka (reședința) și Rudnea.

## Demografie
Componența lingvistică a comunei Ocereteanka
     Ucraineană (98,45%)
     Rusă (1,55%)
Conform recensământului din 2001, majoritatea populației comunei Ocereteanka era vorbitoare de ucraineană (98,45%), existând în minoritate și vorbitori de rusă (1,55%).